# شاهدخت سسیلیه
دوشس اعظم اُلگا فئودوروونای روسیه (روسی: Ольга Фёдоровна؛ ‏ ۲۰ سپتامبر ۱۸۳۹ – ۱۲ آوریل ۱۸۹۱) با نام اصلی شاهدخت سسیلیهٔ بادن (انگلیسی: Princess Cäcilie of Baden) کوچک‌ترین دختر لئوپولد، دوک اعظم بادن و شاهزاده سوفی سوئدی بود.
او در دربار بادن در کارلسروهه تحصیلات دشواری را پشت سر گذاشت و تبدیل به یک زن فرهنگی شد. در ۲۸ اوت ۱۸۵۷، او با میخائیل نیکولایویچ، دوک بزرگ روسیه، که کوچک‌ترین پسر تزار نیکلای یکم بود، ازدواج کرد. پس از ازدواج، او به مذهب ارتدوکس روسی گروید و نام اولگا فئودورونا را با عنوان دوشس بزرگ روسیه را برای خود برگزید. در میان رومانوف‌های هم نسل او، ازدواج او یک ازدواج طولانی و همراه با خوشبختی بود. این زوج به یکدیگر وفادار ماندند. او هفت فرزندشان را با جدیت فراوان بزرگ کرد.
بین سال‌های ۱۸۶۲ تا ۱۸۸۲ میلادی، او با همسر و فرزندانش در قفقاز در قصری در تفلیس زندگی می‌کرد. او از حامیان جدی فعالیت‌های دولتی همسرش به عنوان نایب السلطنه منطقه بود و به موسسات خیریه به ویژه در زمینه آموزش زنان علاقه‌مند بود. در سال ۱۸۸۲، خانواده به دربار امپراتوری در سنت پترزبورگ و به یک قصر بزرگ در ساحل رودخانه نوا نقل مکان کردند. با شخصیتی قوی و زبانی تند و تیز، دوشس بزرگ اولگا فئودورونا عضوی محبوب در خانواده رومانوف نبود. او سال‌های آخر عمرش را به مسافرت‌های مکرر سپری کرد و سعی کرد تسکین برای سلامتی رو به افول خود پیدا کند. او هنگام سفر با قطار به شبه‌جزیره کریمه بر اثر سکته قلبی درگذشت.

## اوایل زندگی
دوشس اعظم اولگا فئودورونا در ۲۰ سپتامبر ۱۸۳۹ در کارلسروهه با نام سسیلیه آئوگوسته، شاهدخت و مارگراوین بادن متولد شد. او کوچک‌ترین دختر در میان هفت فرزند لئوپولد، دوک اعظم بادن و شاهزاده سوفی سوئدی بود.
پدر سسیلیه، لئوپولد، دوک اعظم بادن، از یک ازدواج ناهم‌تراز از خانواده بادن (مادرش لوئیز گیر فون گیرسبرگ، یک نجیب‌زاده بود) بود و بنابراین حق داشتن موقعیت شاهدختی یا حقوق حاکمیت دودمان تسرینگن بادن را نداشت. با این حال، در سال ۱۸۳۰ پس از از بین رفتن نسل اصلی مردانه خانواده اش، او به تاج و تخت دوک‌نشین بزرگ بادن رسید. لئوپولد اولین فرمانروای آلمانی بود که در اصلاحات لیبرال کشورش نقش داشت.
مادر سسیلیه شاهزاده سوفی سوئدی، دختر گوستاو چهارم آدولف سوئد، پادشاه سوئد و فردریکای بادن، خواهر الیزابت الکسی یوونا بود. شاهزاده سوفی برخلاف همسرش از سیاست‌های محافظه کارانه حمایت می‌کرد. در طول هیاهوی ناشی از ظهور کاسپار هاوزر شایعه شد که سوفی دستور قتل هاوزر را در سال ۱۸۳۳ صادر کرده است. این شایعه به رابطه بین این زوج آسیب زد و البته گفته می‌شود سوفی یک رابطه عاشقانه خارج از ازدواج هم داشت. این به رابطه بین این زوج آسیب زد و گفته می‌شود سوفی با هم رابطه داشته است. شایعات دربار، پدر اصلی سسیلیه، آخرین فرزند این زوج را به یک بانکدار یهودی به نام هابر نسبت دادند. هیچ مدرک تاریخی برای تأیید این ادعا به دست نیامده است.
در دوران کودکی سسیلیه، انقلاب ۱۸۴۸–۱۸۴۹ خانواده دوکال بزرگ را مجبور کرد از کارلسروهه به کوبلنتس فرار کنند. سسیلیه، هنگام مرگ پدرش در سال ۱۸۵۲ میلادی، ۱۲ ساله بود. شهدخت سسیلیه تربیت اسپارتی شد. رابطه او با والدینش به جای محبت آمیز و عاشقانه بودن، خشک و رسمی بود. او بعداً همین اصول را در تربیت فرزندان خود به کار گرفت. او به دختری تیز زبان، شوخ‌طبع و تحصیلکرده تبدیل شد. او با گونه‌های بلند و چشم‌های مورب، قیافه‌های اوراسیایی چشمگیری داشت.

## ازدواج
شاهدخت سسیلیه ۱۷ ساله بود که خانواده اش ترتیب ازدواج او را با میخائیل نیکولایویچ، دوک بزرگ روسیه، کوچک‌ترین پسر تزار نیکلای یکم داد. از جزئیات خواستگاری آنها اطلاعی در دست نیست. در سال ۱۸۵۶، برادرش، فردریک یکم، دوک بزرگ بادن با شاهدخت لوئیز پروس، دختر شاهزاده ویلهلم یکم، ولیعهد آلمان و پسر عموی دوک بزرگ مایکل، ازدواج کرد.
هنگامی که اُلگا به عنوان شاهدخت سسیلیه به روسیه آمد، شوهرش نام تولد او را دوست نداشت و نام اولگا فئودورونا را برای او انتخاب کرد، که او پس از گرویدن به ارتدوکس روسی آن را برگزید. این ازدواج در ۲۸ اوت ۱۸۵۷ در کلیسای کوچک کاخ زمستانی در سنت پترزبورگ انجام شد. دوک بزرگ میخائیل نیکولایویچ همسرش را عمیقاً در تمام زندگی خود دوست داشت و تحت تأثیر شدید او بود. آنها مانند دو قطب مخالف بودند و به نظر می‌رسید که این موضوع فقط اتحاد و وابستگی آنها را تثبیت می‌کرد. میخائیل نیکولایویچ مردی مهربان، آرام و نسبتاً کسل‌کننده بود که کاملاً خوشحال بود که خود را فقط وقف توپخانه و خانواده اش کند و با هوش چندان بالایی نداشت. از سوی دیگر، اولگا فئودورونا بانویی پر جنب و جوش، تیز زبان، باهوش و اجتماعی بود و به داستان‌ها و سخن چینی بدخواهانه علاقه زیادی داشت – به گفته برخی از هم‌عصرانش، شایعات و حرف‌های خاله‌زنکی علت بقا یا هدف اصلی زندگی او بود.
این زوج با یکدیگر صمیمی و نزدیک ماندند و ازدواجشان خوشبخت بود. آنها در اقامتگاه بزرگ خود در سن پترزبورگ، کاخ جدید میخائیلوفسکی، که در سال ۱۸۶۱ برای آنها ساخته شد، زندگی می‌کردند. آنها همچنین یک اقامتگاه تابستانی داشتند به نام میخائیلوفسکوئه در دریای بالتیک در پترهوف، و گروشفسکا، یک عمارت و ملک روستایی وسیع در جنوب اوکراین. این زوج هفت فرزند داشتند. دوشس بزرگ اُلگا، با شخصیتی قوی تر از شوهرش، نیروی غالب و مهرهٔ اصلی خانواده بود. او هفت فرزندش را با اراده و جدیتی فراوان بزرگ کرد.

## مرگ
اوگا که سنت‌مدار و عمیقاً مذهبی بود، هنگامی که پسر دومش، دوک اعظم میخائیلوویچ، در ۲۶ فوریه ۱۸۹۱ در سانرمو ازدواج ناهم‌تراز کرد، ضربه روحی هولناکی را متحمل شد. این ازدواج نه تنها بر اساس قانون خانواده امپراتوری، ناهم‌تراز بود بلکه غیرقانونی (مخفیانه) هم بود و باعث رسوایی بزرگ در دربار روسیه شد. دوک اعظم میخائیل میخائیلوویچ از درجه نظامی و موقعیت خود به عنوان آجودان دربار امپراتوری محروم شد و همچنین از بازگشت مادام العمر به روسیه منع شد. هنگامی که الگا خبر ازدواج ناهم‌تراز پسرش شنید، به شدت جریحه دار و بیمار شد. چند روز بعد، به اصرار پزشکانش، برای بهبود سلامتی خود به سوی ملک خود در شبه‌جزیره کریمه، نزدیک دماغه آی تودور رهسپار شد.
حوالی ظهر ۹ آوریل ۱۸۹۱، قطار سریع‌السیر که الگا در آن سوار بود از خارکف گذشت. بعد از ظهر دوشس بزرگ دچار حمله قلبی شد. از آنجایی که خارکف بزرگ‌ترین شهر مجاور بود، قطار حدود ساعت ۷ بعد از ظهر به آنجا بازگشت. چندین پزشک در خارکف به کوپه قطار او دعوت شدند و بیماری‌های او را التهاب ریه‌ها تشخیص دادند. او را به اتاق انتظار تزار در ایستگاه بردند. او توسط خدمتکاران و پزشکانش احاطه شده بود، اما نه شوهرش و نه هیچ‌یک از فرزندانش همراه او نبودند زیرا او به تنهایی سفر می‌کرد. کشیشی فراخوانده شد و سه روز بعد در ۱۲ آوریل ۱۸۹۱ در ایستگاه قطار در سن ۵۱ سالگی درگذشت. او در کلیسای جامع پیتر و پل در سن پترزبورگ به خاک سپرده شد.